# マングローブクイナ
マングローブクイナ(学名：Eulabeornis castaneoventris) は、ツル目クイナ科に分類される鳥類の一種である。

## 分布
オーストラリア北部とインドネシアのアルー諸島に分布する。

## 形態
体長約43cm。雄の頭部は灰色で、その他の体の上面は灰色がかったオリーブ褐色、下面は濃い赤茶色である。前頸から胸にかけては、やや灰色がかっている。雌は頭部の灰色の部分が後頸まで伸びている。虹彩は赤色、嘴は緑黄色で、脚は薄い黄色である。

## 生態
マングローブ林内に生息する。
主に小型の甲殻類を捕食する。
繁殖期は10-2月で、マングローブの樹上に木の枝を組み合わせた皿状の巣を作る。1腹5個の卵を産む。

## 亜種
以下の2亜種に分類される。
- Eulabeornis castaneoventris castaneoventris
- Eulabeornis castaneoventris sharpei